# Борис Шатц
Борис Цемах Шатц (на литовски: Boris Schatz, правопис на книжовен български Шац) е литовски скулптор от еврейски произход, художествен педагог, един от основоположниците на скулптурното изкуство в Следосвобожденска България, наред с Жеко Спиридонов и Марин Василев.

## Биография
Борис Шатц е роден през 1866 г. в литовското с. Ворно (близо до Каунас), Руската империя.
Получава художествено образование във филиала в Каунас на Санкт-Петербургската художествена академия. Продължава образованието си във Варшава и Париж при известния руски скулптор Марк Антоколски. Още през 1895 г. получава творческо признание за монумента си „Макавей“, който е смятан за един от шедьоврите му.
През същата 1895 г., по покана на българския княз Фердинанд Сакскобурготски, се установява в България и влиза в контакт с художниците Иван Мърквичка и Антон Митов. В новооснованото Рисувателно училище е първият преподавател по моделиране (1896 – 1900).
През 1900 г. участва със скулптурата си „Гайдар“ в Парижкото световно изложение, откъдето се връща със сребърен медал. През същата година взима участие в организацията на международния конкурс за изработката на Паметника на Освободителите в София. Сам участва в конкурса и получава похвален отзив.
През 1905 г., след 10-годишен престой в България, заминава за Ерусалим и там основава художественото училище „Бецалел“. Създава семейство, раждат му се 2 деца: син Бецалел (1912 – 1978) и дъщеря Захара (1916 – 1999). От първата си съпруга Евгения (Гения) Жирмунски има дъщеря Анжелика (Анжела, Ангелика), родена в София през 1897 г., която също е художничка.
Умира през 1932 г. по време на престоя си в Денвър, щата Колорадо, САЩ, където събира средства за художествената школа.

## Творчество
Мотивите от древните еврейски предания заемат специфично място в творчеството на Шатц. Сред творбите му на тази тема са „Макавей“ и „Майката на Мойсей“, както и сериите „Знаменитите евреи“, „Еврейски празници“ и „Народни еврейски типове“.
По време на престоя си в България извайва бюстове на Иван Вазов, Тодор Кирков, Карл Маркс, Луи Пастьор и Теодор Херцел; серия барелефи с характерни селски образи, които са притежание на Националната художествена галерия: „Турчин“, „Дървар“, „Дядо“, „Вещица“, „Клетник“, „Смеещ се циганин“, „Селянка на пазар“ и известния бюст на селянин-шоп „Свирчо“.
Занимава се и с приложно изкуство: проектира медальони, полилеи и декоративни предмети в български стил.